# 쓸개즙정체
쓸개즙정체(cholestasis) 또는 담즙정체(膽汁停滯), 담즙울체(膽汁鬱滯)는 쓸개즙이 간에서 샘창자로 흘러 나가지 못하는 상태를 말한다. 두 가지 기본적인 분류는 담석이나 종양에 의해 쓸개즙이 지나가는 관이 막혀서 발생하는 폐쇄성과, 유전적 요인이나 여러 약물의 부작용으로 인해 쓸개즙 형성에 이상이 생기는 대사성이 있다. 급성/만성이나 간내(intrahepatic)/간외(extrahepatic)로도 구분할 수 있다.

## 증상과 징후
원인에 따라 쓸개즙정체의 증상과 소견이 다르게 나타난다. 갑자기 나타나는 경우 원인 질환은 급성일 가능성이 높고, 반대로 서서히 나타난다면 만성인 병적 상황을 시사한다. 많은 경우에서 환자는 복통을 호소한다. 우상복부 통증은 쓸개염이나 담석증을 시사하는 소견일 수 있으며, 두 질환 모두 쓸개즙정체로 진행할 수 있다.
가려움증이 종종 쓸개즙정체 환자에서 나타난다.가려운 곳을 긁으면서 눈에 보이는 긁은 자국이 보이기도 한다. 가려움증으로 인해 피부 질환으로 오진하는 경우도 자주 있으며, 특히 동반 증상으로 황달이 없는 경우 잘못 진단하기 더 쉬워진다. 일반적으로 가려움증은 특히 저녁 시간 중에 하루가 갈수록 더 심해진다. 밤중에 가려움증은 급격히 호전된다. 이렇게 가려움증이 낮과 밤에 차이를 보이는 것은 낮 동안 음식을 먹으면서 쓸개즙 성분의 농도가 증가하고, 밤에는 감소하기 때문이다. 가려움증은 주로 팔다리에 국한되어 생기지만 보다 넓은 부위에 나타나기도 한다.
많은 환자들에서 쓸개즙정체로 인해 황달이 발생한다. 보통 피부, 입 안의 점막, 결막 등을 신체검사했을 때 노란 색소 침착이 보이는 것이 특징적이다. 황달은 간내 (대사성) 쓸개즙정체에서는 흔하지 않지만, 폐쇄성 쓸개즙정체일 때 흔하다. 만성 쓸개즙정체 환자 다수는 피로감도 겪는다. 이는 부신겉질자극호르몬 축의 결함이나 다른 신경전달 이상으로 인한 것일 가능성이 높다. 간혹 피부 밑에 지방이 축적되어 황색종이 생기기도 한다. 황색종은 대개 반질반질하며 노란색을 띄고, 주로 눈이나 관절 주변에 생긴다. 혈액 내 지질이 쌓이면서 황색종이 생긴다.
쓸개즙은 지용성 비타민 흡수에 필요하다. 따라서 쓸개즙정체 환자는 쓸개즙의 흐름이 감소하면서 비타민 A, D, E, K의 결핍증에 걸릴 수 있다. 또한 쓸개즙이 간에서 나오지 않으면서 무색의 대변이나 어두운 색 소변을 보기도 한다.

## 같이 보기
- 황달
- 간기능 검사